# 0011 나폴레옹 솔로 - 지옥특파
《0011 나폴레옹 솔로 - 지옥특파》(One Spy Too Many)는 미국에서 제작된 조셉 서전트 감독의 1966년  영화이다. 로버트 본 등이 주연으로 출연하였고 데이비드 빅터 등이 제작에 참여하였다.

## 출연

### 주연
- 로버트 본
- 데이비드 맥컬럼

### 조연
- 립 톤
- 도로시 프로베인
- 리오 G. 캐럴
- 이본느 크레이그
- 데이빗 오파토슈
- 데이빗 쉐이너
- 도나 미쉘
- 리언 론톡
- 로버트 칸스
- 클락 고든
- 제임스 홍
- 칼 볼더
- 테루 시마다
- 아서 웡

## 기타
- 협력프로듀서: 모트 에이브러햄스
- 미술: 조지 W. 데이비스
- 미술: 메릴 파이